# Delicious (ciruela)
Delicious es una variedad cultivar de ciruelo (Prunus domestica), de las denominadas ciruelas europeas,
una variedad de ciruela híbrido del cruce de 'Pond's Seedling' x 'Coe's Golden Drop'. Criado en Bedford por "Laxton Bros. Ltd.", en 1902.
Las frutas tienen un tamaño grande, con un color de piel base amarillo verdoso y sobre color rojo púrpura, y pulpa de color amarillo ámbar, transparente, textura bastante firme, muy jugosa, y sabor muy dulce, rico.

## Sinonimia
- "Laxton's Delicious",
- "Laxtons Delicious plum".

## Historia
'Delicious' es una variedad de ciruela, híbrido del cruce de 'Pond's Seedling' como Parental-Madre x el polen de 'Coe's Golden Drop' como Parental-Padre. Desarrollado y criado por "Laxton Bros. Ltd." Bedford, Inglaterra, (Reino Unido) a inicios del siglo  XX en 1902. Fue introducida en los circuitos comerciales en 1924. Fue galardonada con el Premio al Mérito por la "Royal Horticultural Society" en 1934.
'Delicious' está cultivada en la National Fruit Collection (Colección Nacional de Fruta) de Reino Unido, con el número de accesión: 1925 - 003 y nombre de accesión : Delicious. Recibido por "The National Fruit Trials" (Probatorio Nacional de Frutas) en 1925.

## Características
'Delicious' árbol de vigoroso crecimiento, de generosa producción, requiere poco mantenimiento. Requiere suelo ligero y una posición soleada. Tiene un tiempo de floración que comienza a partir del 23 de abril con el 10% de floración, para el 27 de abril tiene una floración completa (80%), y para el 15 de mayo tiene un 90% de caída de pétalos.
'Delicious' tiene una talla de tamaño grande (peso promedio 82,60 g.), de forma oval, asimétrica, con la sutura línea marcada, situada en ligera depresión algo más acentuada junto a cavidad peduncular y disminuyendo hacia el polo pistilar; Epidermis muy recia y fuerte, abundante pruina, blanquecina, sin pubescencia, y la piel color base amarillo verdoso y sobre color rojo púrpura, numeroso punteado pequeño y claro; Pedúnculo de longitud medio (promedio 10.62 mm), grueso, terminado en engrosamiento, ubicado en una cavidad del pedúnculo de estrecha, sobresale del resto del fruto;pulpa de color amarillo ámbar, transparente, textura bastante firme, muy jugosa, y sabor muy dulce, rico.
Hueso semi adherente, muy pequeño, globoso, muy liso, surco dorsal fino y casi superficial, los laterales sustituidos por una fina arista, superficie lisa pero áspera.
Su tiempo de recogida de cosecha se inicia en su maduración segunda decena de septiembre.

## Usos
La ciruela 'Delicious' tiene buenas características como postre fresco en mesa, y así mismo como ciruela para elaboraciones culinarias.